# Heidenberg (Wasgau)
Der Heidenberg ist ein 420 Meter hoher Berg im südöstlichen Wasgau, wie der Südteil des Pfälzerwaldes auch genannt wird. Die Nordflanke befindet sich auf der Gemarkung von Busenberg, die Südflanke auf der von Erlenbach bei Dahn.

## Charakteristika
An seinem Westhang befindet sich mit dem Buchkammerfels eine markante Felsformation. Durch die Südwand des Felsens (von Kletterern meist als "Heidenkammerfels" bezeichnet) ziehen ca. zwanzig bis zu 35 Meter hohe Kletterrouten in den Schwierigkeitsgraden von II bis VIII+ UIAA. Auf der Nordseite befindet sich in einer senkrecht abfallenden Bergnase eine denkmalgeschützte Höhle, die aus unzugänglichen Felskammern besteht (Buchkammer oder Heidenkammern genannt).
Die Felskammern sind erstmals 1567 belegt, als sie als Gefängnisse beschrieben werden. Eingehende Untersuchungen der Höhlenforschergruppe Karlsruhe lassen den Schluss zu, dass es sich um einen Außenposten der Burg Drachenfels handelte, der zeitweise als Gefängnis dienen konnte.

## Gewässer
Etwa 800 Meter südlich entspringt der Rechtenbach.

## Tourismus
Nordwestlich des Bergs befindet sich die Drachenfelshütte.